# Huchen'gang Shuiku
Huchen'gang Shuiku (kinesiska: 胡陈港水库, Huchen’gang Shuiku) är en reservoar i Kina. Den ligger i provinsen Zhejiang, i den östra delen av landet, omkring 180 kilometer sydost om provinshuvudstaden Hangzhou.
Genomsnittlig årsnederbörd är 1 837 millimeter. Den regnigaste månaden är juni, med i genomsnitt 338 mm nederbörd, och den torraste är januari, med 56 mm nederbörd.